# Erica glabripes
Erica glabripes är en ljungväxtart som beskrevs av Harriet Margaret Louisa Bolus. Erica glabripes ingår i släktet klockljungssläktet, och familjen ljungväxter. Inga underarter finns listade i Catalogue of Life.